# Abbaye d'Ammensleben
L’abbaye d'Ammensleben est une ancienne abbaye bénédictine à Groß Ammensleben, quartier de Niedere Börde.

## Histoire
Theodoric II von Ammensleben et sa femme fondent une église sur leur propriété en 1110. En 1120, on crée un stift augustinien. Le pape Honorius II lui accorde sa protection en 1124. En 1127, l'église est rattachée au diocèse de Magdebourg. Les droits de vogt restent la famille fondatrice. Deux ans plus tard, le monastère devient bénédictin. Les chanoines précédents s'en vont dans la Saxe. Les premiers moines viennent de l'abbaye de Berge à Magdebourg. Au début, le monastère se plie à la réforme de Hirsau.
L'église du monastère est consacrée en 1135 et le monastère est élevé en abbaye. Il n'y a plus de prévôt, mais un abbé. Innocent II confirme le privilège de protection. En même temps, il la place sous la supervision de l'abbaye de Berge. Au sud de l'église abbatiale d'Ammensleben, la chapelle Saint-Nicolas est fondée en 1170. La première église abbatiale est en grande partie détruite par un incendie en 1193 et reconstruite dans les années suivantes.
Après la mort de la famille fondatrice, le vogt passe aux comtes de Regenstein (de) en 1208. Comme ils contraignent le monastère, l'abbé Mourin rachète le vogt en 1273. Afin d'atteindre le prix d'achat, les propriétés doivent être vendues. Cela conduit au déclin économique. Après cette période de déclin, l'abbaye rejoint la congrégation de Bursfelde en 1461. Ammensleben est brièvement subordonné à l'abbaye de Berge. L'archevêque Friedrich II von Hoym (de) s'était auparavant opposé à la dissolution de la communauté et est donc considéré comme le deuxième fondateur de l'abbaye. En 1470, la réforme de la vie monastique est si complète que l'indépendance peut être rétablie.
En conséquence, des changements structurels sont entamés. Un nouveau cloître est construit en 1503 et l'église est partiellement redessinée dans un style gothique en 1521. En tant que l'un des rares monastères de la région, Ammensleben est indemne de la Guerre des Paysans allemands en 1525. Après une hésitation initiale, les moines résistent aux tentatives du souverain protestant d'introduire la Réforme au XVIe siècle. Depuis lors, l'abbaye fournit les prévôts de l'abbaye d'Hamersleben (de).
À partir de 1580, l'abbaye doit employer un prédicateur protestant sur les ordres du souverain. Des services protestants doivent également avoir lieu. Les services protestants ont toujours lieu dans l'église aujourd'hui. L'abbaye elle-même reste catholique. Au début du XVIIe siècle, il y a des changements structurels mineurs.
Pendant la guerre de Trente Ans, les moines fuient à plusieurs reprises de l'avancée des troupes à Wolfenbüttel. La paix de Westphalie assure la pérennité du monastère et la dénomination catholique. L'abbé a préséance parmi les chefs de monastère restants sur les dirigeants de Brandebourg. En 1677, l'abbé Placidus Meinders est nommé vicaire général pour les affaires spirituelles dans la principauté épiscopale d'Halberstadt. Au XVIIIe siècle, l'abbaye est également responsable des soldats catholiques à Gardelegen, Salzwedel et Stendal. En 1765, l'église abbatiale a un nouvel orgue et en 1769 un nouveau maître-autel.
L'abbaye est sécularisée en 1804. L'église abbatiale devient paroissiale. Au XIXe siècle, une galerie ouest est construite dans l'église, tandis que les bâtiments du monastère sont démolis. En 1953, l'église est propriété publique et gravement endommagée par les tempêtes en 1972. Le clocher est reconstruit en 1981. Les services reprennent en 2000.

## Église
L'église d'origine est construite au XIIe siècle dans le style roman comme une basilique à l'origine sans transept faite de moellons. Cet édifice roman façonne encore aujourd'hui l'image de l'église. Sur les quatre clochers initialement prévus, seule celui du nord-ouest est achevé. La nef en grande partie romane comporte un vaisseau central et deux collatéraux avec huit travées. Le chœur et le bâtiment ouest, cependant, sont modifiés plus tard. Vers 1170, un portail à colonnes avec un tympan en deux parties est ajouté. Une chapelle de la Vierge est construite en 1334 et une chapelle Sainte-Ursule probablement au XVe siècle. L'église, auparavant à toit plat, est partiellement dotée d'une voûte en arc au cours d'une rénovation gothique au début du XVIe siècle. Deux clochers forment l'extrémité ouest.
Le maître-autel date de 1769. La chaire de 1724 provient à l'origine de l'église de l'abbaye d'Althaldensleben (de). Une tombe commémorative est découverte lors de travaux de fouille dans l'allée centrale de l'église et date probablement d'environ 1500. Des pierres tombales rappellent les abbés. Le 14 mai 2017, l'évêque Gerhard Feige consacre l'autel populaire qui servait à l'origine les services religieux protestants.

## Abbés
- 1140–1156 Berthold
- 1160–1163 Lubertus
- 1163–1173 Segebodo
- 1173–1190 Remboldus
- 1190–1194 Wolcmarus
- 1194–1208 Godefridus
- 1208–1226 Christianus
- 1226–1247 Caesarius
- 1247–1263 Volcwinus
- 1263–1273 Friedrich Mourin
- 1273–1281 Theodericus Lentzelini
- 1283–1286 Henricus de Hardestarp
- 1286–1300 Theodericus Poppo
- 1300–1308 Alexander de Bartelensleben
- 1308–1334 Bodo de Randow
- 1334–1346 Arnoldus Kölnen
- 1346–1355 Petrus von J.
- 1355–1372 Arnoldus II.
- 1372–1393 Henricus
- 1393–1425 Laurentius Clebe
- 1426–1447 Henricus Wullfhagen
- 1447–1449 Sebastian Kuntzen
- 1449–1461 Sede vacante
- 1463–1468 Theodericus
- 1468–1486 Tilmann Schöneback
- 1486–1518 Gregorius Kirchhoff
- 1518–1543 Egbertus Fischer
- 1543–1579 Henricus Schuckmann
- 1579–1580 Johannes Baumeister
- 1580–1608 Ludgerus Huffgenius
- 1608–1636 Casper Ulenberg (de)
- 1636–1669 Johannes Torwesten
- 1669–1670 Ferdinand von Erwitte (de)
- 1670–1704 Placidus Meinders
- 1704–1706 Benedictus Thombusch
- 1707–1724 Bonifacius Thier
- 1724–1733 Paulus Tönnies
- 1733–1741 Bonifacius Sieker
- 1741–1761 Carolus Riekes
- 1761–1765 Placidus Trier
- 1765–1771 Bonifacius Weyrather
- 1771–1773 Josephus Demeur
- 1773–1780 Placidus Schübeler
- 1780–1795 Beda Litze
- 1795–1804 Bonifacius Schoffs

## Source
- (de) Cet article est partiellement ou en totalité issu de l’article de Wikipédia en allemand intitulé « Kloster Ammensleben » (voir la liste des auteurs).